# Menanti Selatan
Menanti Selatan is een bestuurslaag in het regentschap Muara Enim van de provincie Zuid-Sumatra, Indonesië. Menanti Selatan telt 347 inwoners (volkstelling 2010).